# Gabriel Milito
Gabriel Alejandro Milito (Bernal, 7 de setembro de 1980) é um treinador e ex-futebolista argentino que atuava como zagueiro. Atualmente comanda o Chivas Guadalajara, do México.
É irmão mais novo do também ex-futebolista Diego Milito, que atuava como centroavante.

## Carreira como jogador

### Início
Nascido em Bernal, na província de Buenos Aires, Gabriel Milito começou sua carreira profissional em 1997, atuando pelo Independiente, clube da Primera División (Campeonato Argentino). Durante esse período, enfrentou diversas vezes seu irmão mais velho, Diego Milito, que defendia o arquirrival Racing de Avellaneda. Apesar de terem começado em clubes rivais, Gabriel e Diego posteriormente atuaram juntos tanto no Zaragoza, da Espanha, quanto na Seleção Argentina.

### Barcelona

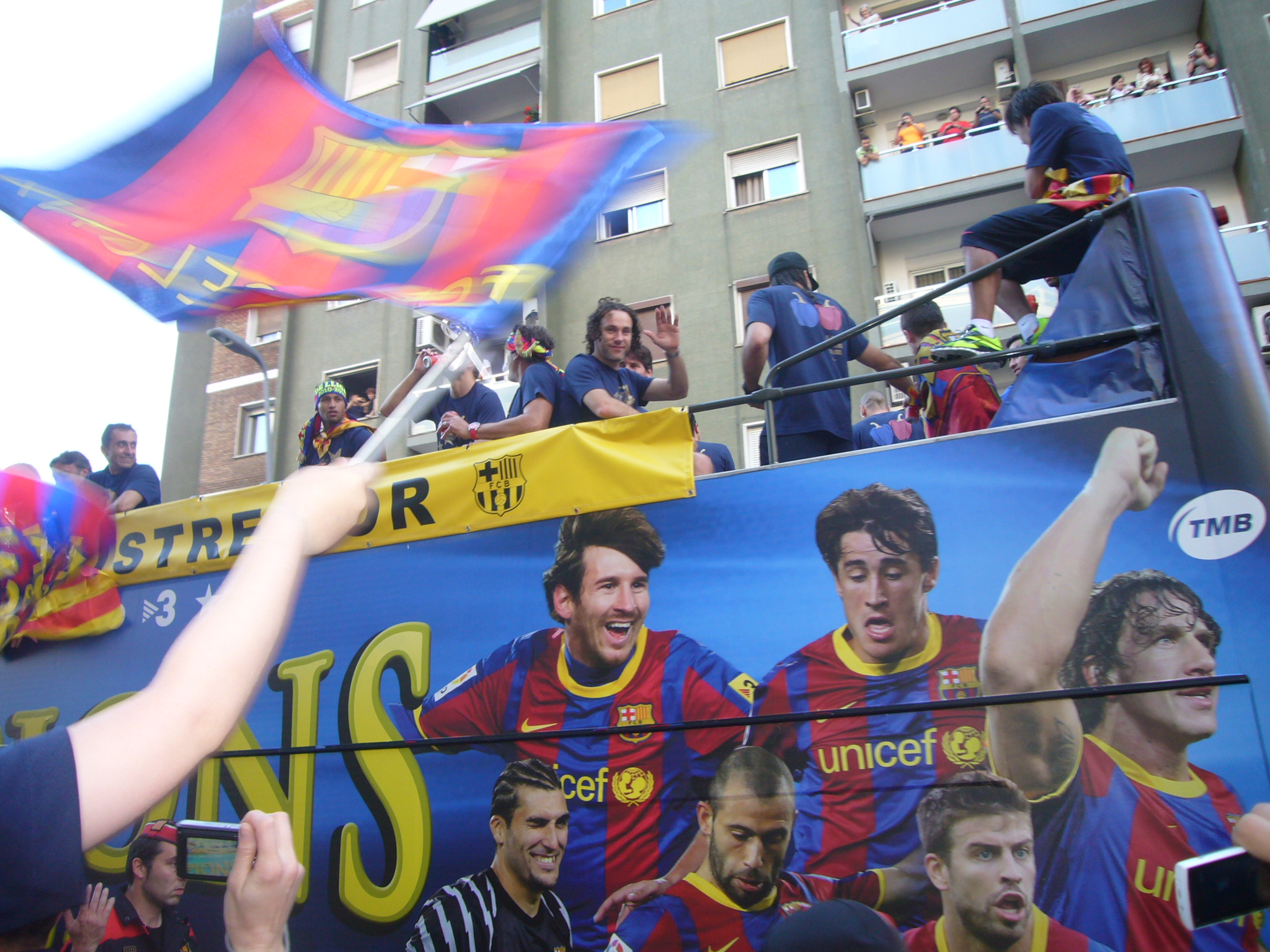
Milito (ao centro) acena para os torcedores do Barcelona durante uma carreata comemorativa em 2011

Milito foi contratado pelo Barcelona em julho de 2007, assinando por quatro temporadas. O zagueiro custou 20,5 milhões de euros e recebeu a camisa de número 3, que estava vaga desde a saída de Thiago Motta. Logo em sua primeira temporada, sob o comando do técnico Frank Rijkaard, foi titular absoluto ao lado do capitão Carles Puyol, embora o clube não tenha conquistado títulos naquele ano — o que resultou na saída de Rijkaard. 
Com a chegada de Josep Guardiola em 2008, Milito perdeu espaço para o jovem Gerard Piqué e passou a conviver com uma série de lesões que limitaram sua participação nas temporadas seguintes. Ainda assim, integrou o elenco campeão do Mundial de Clubes da FIFA de 2009 e esteve presente na conquista da tríplice coroa na temporada 2010–11. Em agosto de 2011, não teve o seu contrato renovado e deixou o clube catalão.

### Aposentadoria
Após uma breve passagem final pelo Independiente, Milito anunciou sua aposentadoria dos gramados no dia 12 de junho de 2012, alegando não suportar mais os recorrentes problemas físicos que o vinham afetando.

## Carreira como treinador

### Estudiantes
No dia 16 de abril de 2015, assumiu o comando do Estudiantes. Apesar de ter um aproveitamento de 62,2%, deixou o clube no dia 5 de dezembro, pedindo demissão após uma partida contra o Olimpia, válida pela Sul-Americana. Sob seu comando, a equipe teve 16 vitórias, oito empates e seis derrotas.

### Atlético Mineiro
Milito foi anunciado como novo treinador do Atlético Mineiro no dia 24 de março de 2024, assinando contrato até dezembro de 2025. O argentino estreou pelo clube no dia 30 de março, num empate por 2–2 contra o maior rival, o Cruzeiro, no jogo de ida da final do Campeonato Mineiro, realizado na Arena MRV. Após esse empate, o Galo venceu a partida de volta por 3–1, fora de casa, e conquistou seu quinto título consecutivo na competição.
Na Copa Libertadores da América, Milito conduziu o Atlético Mineiro à segunda melhor campanha da fase de grupos. Nas oitavas de final, o time eliminou o San Lorenzo com um placar agregado de 2–1. Nas quartas de final, o Atlético conseguiu uma virada emocionante sobre o Fluminense. Após perder o jogo de ida no Maracanã, o Galo adotou uma postura ofensiva e envolvente no segundo jogo, controlando as ações em casa e pressionando o adversário constantemente. Com isso, a equipe contou com dois gols de Deyverson para garantir a vitória por 2–0, e avançou com um placar agregado de 2–1. Na semifinal, o Atlético de Gabriel Milito eliminou o River Plate ao vencer por 3–0 no jogo de ida, na Arena MRV, e empatar por 0–0 no jogo da volta, no Monumental de Núñez. Na grande final, também realizada no Monumental de Núñez, o Galo enfrentou o Botafogo comandado por Artur Jorge. No primeiro minuto de jogo, o volante Gregore, da equipe carioca, foi expulso após cometer uma falta violenta em Fausto Vera. No entanto, o que parecia se encaminhar para uma vitória tranquila do Atlético, acabou não acontecendo; o Botafogo jogou de forma segura, venceu por 3–1 e ficou com o título.
O treinador argentino também realizou uma boa campanha na Copa do Brasil, levando o time à final após eliminar equipes como CRB, São Paulo e Vasco da Gama. No entanto, o Galo foi superado pelo Flamengo por 3–1 na ida, no Maracanã, e por 1–0 na volta, em plena Arena MRV, e ficou com o vice.
Em dezembro, Gabriel Milito não resistiu aos maus resultados — derrotas nas finais da Copa do Brasil e da Libertadores, além do desempenho ruim no Brasileirão — e foi demitido do Atlético Mineiro após uma derrota por 2–0 contra o Vasco, fora de casa, pelo Campeonato Brasileiro. No total, o treinador comandou o Galo em 62 jogos, com 23 vitórias, 20 empates e 19 derrotas.

### Chivas Guadalajara
Gabriel Milito foi anunciado como novo treinador do Chivas Guadalajara, do México, em 27 de maio de 2025.

## Títulos

### Como jogador
Independiente
- Campeonato Argentino: 2002 (Apertura)

Zaragoza
- Copa do Rei: 2003–04
- Supercopa da Espanha: 2004

Barcelona
- Supercopa da Espanha: 2009 e 2010
- Supercopa da UEFA: 2009
- Mundial de Clubes da FIFA: 2009
- La Liga: 2009–10 e 2010–11
- Liga dos Campeões da UEFA: 2010–11

### Prêmios individuais
- Jogador do Ano da Argentina: 2002[16]
- Equipe Ideal da América: 2002

### Como treinador
Atlético Mineiro
- Campeonato Mineiro: 2024

### Prêmios individuais
6.º Melhor treinador do mundo pela IFFHS: 2024